# Gherardo Gambelli
Mons. Gherardo Gambelli (* 23. června 1969, Viareggio) je italský římskokatolický duchovní a arcibiskup florentský.

## Život
Narodil se 23. června 1969 ve Viareggio.
Po jazykové škole nastoupil do arcibiskupského kněžského semináře ve Florencii. Po teologických a filosofických studiích byl 2. června 1996 kardinálem Silvanem Piovanelli vysvěcen na kněze. Stal se farním vikářem u Santo Stefano in Pane ve Florencii. Roku 2000 získal na Papežské univerzitě Gregoriana licenciát z biblické teologie a později doktorát na Teologické fakultě Střední Itálie. Působil také jako farní administrátor farnosti svatého Ondřeje v Sesto Fiorentino, poté opět sloužil ve Florencii.
Roku 2011 byl poslán jako misionář do Čadu. Zde sloužil ve farnosti svaté Josefíny Bakhity v N'Djameně. V arcidiecézi N'Djamena byl zodpovědný za pastorační povolání, byl profesorem semináře a vězeňským kaplanem. Roku 2018 byl převeden do apoštolského vikariátu Mongo. Zde vykonával funkci faráře katedrály v Mongu, vězeňského kaplana a byl měl na starost za pastoraci mládeže. O rok později byl jmenován generálním vikářem.
Roku 2023 se vrátil do Itálie. Byl ustanoven farářem farnosti Madonna della Tosse ve Florencii a spirituálem arcibiskupského semináře. Dne 18. dubna 2024 jej papež František jmenoval metropolitním arcibiskupem florentským. Biskupské svěcení přijal 24. června z rukou kardinála Giuseppe Betoriho a spolusvětiteli byli kardinál Gualtiero Bassetti, biskup Paolo Bizzeti, biskup Giovanni Roncari a biskup Dominique Tinoudji. Dne 29. června 2024 obdržel od papeže pallium.